# 2 décembre en sport
2 novembre 2 janvier
Chronologies thématiques
- Croisades
- Ferroviaires
- Disney

Le 2 décembre (336e jour de l'année ou 337e en cas d'année bissextile) en sport.

## Événements

### XIXesiècle
- 1854 :
  - (Sport scolaire) : décret du ministre de l’Instruction Publique Hippolyte Fortoul qui introduit la gymnastique facultative dans les Lycées français[1].

### XXesiècle:1951-2000
- 1973 :
  - (Rallye automobile) : arrivée du Tour de Corse.
- 1977 :
  - (Cricket) : débuts officiels de la World Series Cricket
- 1982 :
  - (Tennis) : Johan Kriek remporte l'Open d'Australie en battant Steve Denton en finale 6/3, 6/3, 6/2.

### XXIesiècle
- 2001 :
  - (Tennis) : la France remporte la Coupe Davis face à l'Australie, 3-2.
- 2007 :
  - (Football) : le Brésilien du Milan AC Kaká remporte le Ballon d'or de France Football, avec la 9e meilleure moyenne de l'histoire.
  - (Rallye) : le Finlandais Mikko Hirvonen remporte le Rallye de Grande-Bretagne, dernière épreuve de la saison 2007, devant son coéquipier Marcus Grönholm, dont c'était, à 39 ans, la dernière course. En terminant 3e, le Français Sébastien Loeb remporte un quatrième titre de champion du monde consécutif, égalant la performance réalisée par Tommi Mäkinen entre 1996 et 1999.
- 2010 :
  - (Football) : la FIFA désigne la Russie pour organiser la coupe du monde de 2018 et le Qatar pour organiser celle de 2022.
- 2017 :
  - (Rugby à XIII /Mondial) : à Brisbane, en Australie, l'Australie remporte la Coupe du monde de rugby à XIII pour la 11e fois en battant l'Angleterre (6-0).
- 2019 :
  - (Football /Trophée) : Déjà consacré en 2009, 2010, 2011, 2012 et 2015 et sur le podium pour la onzième fois, le génial attaquant du FC Barcelone et de l’équipe nationale d'Argentine Lionel Messi soulève le trophée pour la sixième fois[2]. Chez les femmes, c'est L'Américaine Megan Rapinoe qui remporte le Ballon d'or féminin. Elle est championne du monde avec les États-Unis[3].

## Naissances

### XIXesiècle
- 1842 :
  - Charles Alcock, footballeur puis dirigeant sportif anglais. (1 sélection en équipe nationale). († 26 février 1907).
- 1865 :
  - Louis Zutter, gymnaste suisse. Champion olympique du cheval d'arçon et médaillé d'argent des barres parallèles et du saut de cheval aux Jeux d'Athènes 1896. († 10 novembre 1946).
- 1869 :
  - Willy Pöge, pilote de courses automobile et industriel allemand. († 12 mai 1914).
- 1883 :
  - Raoul Caudron, entraîneur de football français. Sélectionneur de l'équipe de France. († 1er juin 1958).
- 1884 :
  - Paul Lizandier, athlète de fond français. Médaillé de bronze du 3 miles par équipes aux Jeux de Londres 1908. († 4 février 1969).
- 1886 :
  - Earl Cooper, pilote de courses automobile américain. († 22 octobre 1965).
- 1889 :
  - Arvo Aaltonen, nageur finlandais. Médaillé de bronze du 200m et 400m brasse aux jeux d'Anvers 1920. († 17 juin 1949).
- 1898 :
  - Franz Platko, footballeur puis entraîneur hongrois. (7 sélections en équipe nationale). († 2 septembre 1983).
- 1899 :
  - John Cobb, pilote de courses automobile britannique. († 29 septembre 1952).

### XXesiècle:1901-1950
- 1901 :
  - Raimundo Orsi, footballeur argentino-italien. Médaillé d'argent aux Jeux d'Amsterdam 1928. Champion du monde de football 1934. Vainqueur de la Copa América 1927. (13 sélections avec l'équipe d'Argentine et 35 avec l'équipe d'Italie). († 6 avril 1986).
- 1909 :
  - Pietro Arcari, footballeur italien. Champion du monde de football 1934. († 8 février 1988).
  - Arvo Askola, athlète de fond finlandais. Médaillé d'argent du 10 000 m aux Jeux de Berlin 1936. († 23 novembre 1975).
- 1910 :
  - Taisto Mäki, athlète de fond finlandais. Champion d'Europe d'athlétisme du 5 000 m 1938. († 1er mai 1979).
- 1921 :
  - Hanggi Boller, hockeyeur sur glace puis entraîneur suisse. Médaillé de bronze aux Jeux de Saint-Moritz 1948. (55 sélections avec l'équipe de Suisse). († 3 juillet 2007).
- 1929 :
  - Xavier Popelier, basketteur français.
- 1930 :
  - David Piper, pilote de courses automobile britannique.
- 1933 :
  - Michael Larrabee, athlète de sprint américain. Champion olympique du 400 m et du relais 4 × 400 m aux Jeux de Tokyo 1964. († 22 avril 2003).
- 1946 :
  - John Sheldon, pilote de courses automobile britannique.
- 1948 :
  - Antonín Panenka, footballeur tchécoslovaque puis tchèque. (59 sélections avec l'équipe de Tchécoslovaquie).
- 1949 :
  - Jean-François Jodar, footballeur puis entraîneur français. (6 sélections en équipe de France). Sélectionneur de l'équipe des Émirats arabes unis de 2004 à 2006 puis de l'équipe du Mali de 2006 à 2009.

### XXesiècle:1951-2000
- 1957 :
  - Randy Gardner, patineur artistique de couple américain. Champion du monde de patinage artistique en couple 1979.
- 1958 :
  - Michel Ferté, pilote de courses automobile français.
- 1963 :
  - Éric Boyer, cycliste sur route français.
  - Pascal Gastien, footballeur puis entraîneur français.
  - Rich Sutter, hockeyeur sur glace canadien.
  - Ron Sutter, hockeyeur sur glace canadien.
- 1964 :
  - Kip Cheruiyot, athlète de demi-fond kényan. Champion d'Afrique d'athlétisme du 1 500m 1982.
- 1965 :
  - Shane Flanagan, joueur de rugby à XIII australien.
- 1967 :
  - Massimiliano Lelli, cycliste sur route italien. Vainqueur du Tour du Portugal 1996.
- 1968 :
  - David Batty, footballeur anglais. (42 sélections en équipe nationale).
  - Darryl Kile, joueur de baseball américain. († 22 juin 2002).
- 1969 :
  - Lewis Bush, joueur de foot U.S. américain. († 8 décembre 2011).
  - Chris Kiwomya, footballeur puis entraîneur anglais.
  - Pavel Loskutov, athlète de fond estonien.
- 1971 :
  - Rachel McQuillan, joueuse de tennis australienne. Médaillée de bronze en double aux Jeux de Barcelone 1992.
  - Francesco Toldo, footballeur italien. Vainqueur de la Ligue des champions 2010. (28 sélections en équipe nationale).
- 1972 :
  - Alan Henderson, basketteur américain.
  - Sergejs Žoltoks, hockeyeur sur glace letton. († 3 novembre 2004).
- 1973 :
  - Graham Kavanagh, footballeur irlandais. (16 sélections en équipe nationale).
  - Monica Seles, joueuse de tennis yougoslave, puis américaine. Numéro un mondiale au classement WTA. Victorieuse de neuf tournois du Grand Chelem. Médaillée de bronze aux Jeux olympiques.
  - Jan Ullrich, cycliste sur route allemand. Champion olympique de la course en ligne et médaillé d'argent du contre-la-montre sur route aux Jeux de Sydney 2000. Champion du monde de cyclisme sur route du contre-la-montre 1999 et 2001. Vainqueur du Tour de France 1997 et du Tour d'Espagne 1999.
- 1975 :
  - Mark Kotsay, joueur de baseball puis entraîneur américain.
- 1976 :
  - Vladimír Janočko, footballeur slovaque. (42 sélections en équipe nationale).
- 1977 :
  - Jérôme Thion, joueur de rugby à XV français. Vainqueur des tournois des Six Nations 2006 et 2007 puis Challenge européen 2012. (54 sélections en équipe de France).
- 1978 :
  - Fonsi Nieto, pilote de moto et de courses automobile d'endurance espagnol. (5 victoires en Grand Prix moto).
  - Maëlle Ricker, snowboardeuse canadienne. Championne olympique du cross aux Jeux de Vancouver 2010. Championne du monde de snowboard du cross 2013.
- 1980 :
  - Joel Ward, hockeyeur sur glace canadien.
- 1981 :
  - Miloud Doubal, basketteur franco-algérien. (8 sélections avec l'Équipe d'Algérie).
  - Alexander Efimkin, cycliste sur route russe.
  - Vladimir Efimkin, cycliste sur route russe.
  - Danijel Pranjić, footballeur croate.
- 1982 :
  - Julie Coin, joueuse de tennis française.
- 1983 :
  - Mistie Bass-Mims, basketteuse américaine.
  - Yann Clairay, pilote de courses automobile français.
  - Conrad Colman, navigateur néo-zélandais.
  - Eugene Jeter, basketteur américano-ukrainien. (149 sélections avec l'équipe d'Ukraine).
  - Aaron Rodgers, joueur de foot U.S. américain.
- 1984 :
  - Dimitri Dragin, Judoka français. 5e des Jeux olympiques 2008, champion du monde par équipe en 2011 et Médaillé européen en 2013.
- 1985 :
  - Jean-Sébastien Bonvoisin, judoka français. Médaillé de bronze des +100kg aux championnats d'Europe de judo 2013
  - Amaury Leveaux, nageur français. Médaillé d'argent du 50 m nage libre et du relais 4 × 100 m nage libre aux Jeux de Pékin 2008 puis champion olympique du relais 4 × 100 m nage libre et médaillé d'argent du relais 4 × 200 m nage libre aux Jeux de Londres 2012. Champion du monde de natation du relais 4 × 100 m nage libre 2013. Champion d'Europe de natation du relais 4 × 100 m nage libre 2012.
- 1986 :
  - Claudiu Keșerü, footballeur roumain. (38 sélections en équipe nationale).
- 1987 :
  - Nicolas Edet, cycliste sur route français.
- 1989 :
  - Matteo Darmian, footballeur italien. Vainqueur de la Ligue Europa 2017. (34 sélections en équipe nationale).
  - Eugene Teague, basketteur américain.
- 1990 :
  - Gastón Ramírez, footballeur uruguayen.
  - Angélo Tulik, cycliste sur route français.
- 1991 :
  - Anne Buijs, volleyeuse néerlandaise. (164 sélections en équipe nationale).
  - Chloé Dufour-Lapointe, skieuse acrobatique canadienne. Médaillée d'argent des bosses aux Jeux de Sotchi 2014. Championne du monde de ski acrobatique des bosses en parallèle 2013.
  - Jesper Fast, hockeyeur sur glace suédois.
  - Lisa Gründing, volleyeuse allemande. (16 sélections en équipe nationale).
- 1992 :
  - Sim Bhullar, basketteur canado-indien.
  - Gary Sánchez, joueur de baseball dominicain.
- 1993 :
  - Koen Bouwman, cycliste sur route néerlandais.
  - Cody Demps, basketteur américain.
  - Tiffany Gauthier, skieuse alpine française.
  - Cecilia Salvai, footballeuse italienne. (44 sélections en équipe nationale).
- 1994 :
  - Elias Lindholm, hockeyeur sur glace suédois. Champion du monde de hockey sur glace 2017.
  - Karim Rekik, footballeur néerlando-tunisien. (4 sélections avec l'équipe des Pays-Bas).
  - Kenrich Williams, basketteur américain.
  - Jasmine Yotchoum, handballeuse camerounaise. (54 sélections en équipe nationale).
- 1995 :
  - Kalvin Phillips, footballeur anglais.
- 1996 :
  - Deyonta Davis, basketteur américain.
  - Erwan Le Draoulec, navigateur et skipper français.
- 1999 :
  - Kelvin Kiptum, athlète kényan. († 11 février 2024).
  - Amanullah Sardari, footballeur international afghan.
- 2000 :
  - Justin Hammel, footballeur suisse.

### XXIesiècle
- 2001 :
  - Nicolas Heinrich, coureur cycliste sur piste allemand. Champion d'Europe de la poursuite individuelle en 2022.
  - Marko Ivezić, footballeur serbe. (1 sélection en équipe nationale).
  - Ashraf Osman, athlète qatarien. Médaillé de bronze du relais 4 × 400 mètres lors des Championnats d'Asie de 2009 et de 2023.
- 2002 :
  - Ibrahim Danlad, footballeur ghanéen. (4 sélections en équipe nationale).
  - Hengihengi Ikuvalu, footballeur samoan américain. (3 sélections en équipe nationale).
  - Toru Mateariki, footballeur cookien. (1 sélection en équipe nationale).
  - Dino Salihović, footballeur suédois.
- 2004 :
  - Adetunji Adeshina, footballeur nigérian.

## Décès

### XXesiècle:1901-1950
- 1940 :
  - John Ball, 78 ans, golfeur anglais. Vainqueur de l'Open britannique 1890. (° 24 décembre 1861).
- 1947 :
  - John Campbell, 76 ans, footballeur écossais. (12 sélections en équipe nationale). (° 12 septembre 1871).

### XXesiècle:1951-2000
- 1953 :
  - Reginald Baker, 69 ans, boxeur puis acteur australien. Médaillé d'argent des -71,7 aux Jeux de Londres 1908. (° 8 février 1884).
- 1958 :
  - Jan Kok, 70 ans, footballeur néerlandais. Médaillé de bronze aux Jeux de Londres 1908. (1 sélection en équipe nationale). (° 9 juillet 1889).
- 1967 :
  - Phyllis Johnson, 80 ans, patineuse en individuelle et en couple britannique. Médaillé d'argent en couple aux Jeux de Londres 1908 et médaillée de bronze en couple aux Jeux d'Anvers 1920. Championne du monde de patinage artistique en couple 1909 puis championne du monde de patinage artistique en couple et médaillée de bronze en individuelle 1912. († 8 décembre 1886).
- 1982 :
  - Giovanni Ferrari, 74 ans, footballeur puis entraîneur italien. Champion du monde de football 1934 et 1938. (44 sélections en équipe nationale). Sélectionneur de l'équipe d'Italie de 1958 à 1959 et de 1960 à 1962. (° 6 décembre 1907).
- 1998 :
  - Mikio Oda, athlète de sauts japonais. Champion olympique du triple saut aux Jeux d'Amsterdam 1928. (° 30 mars 1905).

### XXIesiècle
- 2005 :
  - Malik Joyeux, 25 ans, surfeur français. (° 31 mars 1980).
- 2012 :
  - Robert Salen, 76 ans, footballeur français. (° 6 décembre 1935).
- 2014 :
  - Jean Béliveau, 83 ans, hockeyeur sur glace canadien. (° 31 août 1931).